# Rafał Kownatke
Rafał Kownatke (ur. 24 marca 1985) – polski lekkoatleta, kulomiot.
Dwukrotny złoty medalista halowych mistrzostw Polski (2011 i 2016).
Nauczyciel wychowania fizycznego.

## Rekordy życiowe
- Pchnięcie kulą (stadion) – 20,13 (2013)
- Pchnięcie kulą (hala) – 20,37 (2016)